# 下村槐太
下村 槐太（しもむら かいた、1910年3月10日 - 1966年12月25日）は、俳人。

## 人物・来歴
本名・太郎。大阪市に生れる。大阪府立布施中学校（現・大阪府立八尾高等学校）中退、軽印刷業を営む。「同人」「曲水」に投句、1925年、15歳のとき「寒菊」に入門し岡本松濱に師事。1931年の同誌廃刊まで編集に携わる。1936年、岡本圭岳の「火星」に参加し中心作家として活躍。1938年、「火星」を退会し「鞭」を創刊、その後も1943年に「海此岸」、1946年に主宰誌「金剛」を創刊するがいずれも短期間で終刊している。1952年、「金剛」終刊とともに俳句の筆を折り、1964年個人誌「天涯」を創刊し句作再開、自由律で作句をはじめるが、1966年に病により死去した。56歳。生涯にわたって不遇であり清貧に甘んじる生活であったが、門下から金子明彦、林田紀音夫、堀葦男、小金まさ魚、火渡周平、島将五などを輩出している。代表句に「死にたれば人来て大根煮（た）きはじむ」など。生前の句集に『光背』（1947年）、没後の句集に『天涯』（1973年）『下村槐太全句集』（1977年）がある。